# Cibecue
Cibecue (Sprache der Apachen: Dishchiiʼbikoh) ist ein Census-designated place im Navajo County im US-Bundesstaat Arizona. Das U.S. Census Bureau hat bei der Volkszählung 2020 eine Einwohnerzahl von 1.816 ermittelt.

## Geographie
Die Gesamtfläche der auf 1500 m Höhe liegenden Stadt ist 15,5 km², davon entfallen 15,5 km² auf Land. 

## Demographie
Nach den Daten der Volkszählung von 2000 verteilen sich die 1331 Einwohner des Ortes auf 323 Haushalte und 268 Familien. Die Bevölkerungsdichte beträgt 86,1 Einwohner pro Quadratkilometer.